# Edward Woods (attore)
Edward Woods (Menominee, 5 luglio 1903 – Los Angeles, 10 agosto 1989) è stato un attore statunitense.
Venne accreditato anche come Eddie Woods.

## Biografia
Nato in una cittadina del Michigan da Mary Clark e William B. Woods; Edward Woods si laureò alla University of Southern California di Los Angeles, prima di iniziare la carriera di attore. Partecipò a numerosi spettacoli teatrali tra cui The Copperhead, con Lionel Barrymore al teatro di Salt Lake City nello Utah, e ad altri spettacoli di successo nei teatri di Broadway a New York, tra cui Speak Easy (1927), Trapped (1928), Houseparty (1929), Zeppelin (1929), One Good Year (1935) e Tortilla Flat (1938).
Iniziò la carriera cinematografica nel 1930 e nel 1931 ottenne la parte di Matt Doyle nel film Nemico pubblico di William A. Wellman, con protagonista James Cagney. Nel corso della sua carriera lavorò assieme a molte stelle del cinema, tra cui Cary Grant, Greta Garbo, Jean Harlow, John Barrymore e Clark Gable.
Recitò il suo ultimo film nel 1944. Dopo il ritiro dalla recitazione, Woods continuò a lavorare in ambito teatrale per la Schubert Organization come produttore, regista e organizzatore, e cinematografico presso la sede della 20th Century Fox di New York.
È deceduto il 10 agosto 1989 nel quartiere di Van Nuys a Los Angeles.

## Filmografia
- Mothers Cry, regia di Hobart Henley (1930)
- Nemico pubblico (The Public Enemy), regia di William A. Wellman (1931)
- Local Boy Makes Good, regia di Mervyn LeRoy (1931)
- They Never Come Back, regia di Fred Newmeyer (1932)
- Hot Saturday, regia di William A. Seiter (1932)
- Anime alla deriva (Bondage), regia di Alfred Santell (1933)
- Tarzan l'indomabile (Tarzan the Fearless), regia di Robert Hill (1933)
- Pranzo alle otto (Dinner at Eight), regia di George Cukor (1933)
- Marriage on Approval, regia di Howard Higgin (1933)
- Beloved, regia di Victor Schertzinger (1934)
- Fighting Lady, regia di Carlos F. Borcosque (1935)
- Navy Blues, regia di Ralph Staub (1937)
- Shadows Over Shanghai, regia di Charles Lamont (1938)
- Il maggiore di ferro (The Iron Major), regia di Ray Enright (1943)
- L'azione continua (Marine Raiders), regia di Harold D. Schuster (1944)

## Doppiatori italiani
- Massimo Turci in Nemico pubblico (doppiaggio tardivo)